# Rozsocháč

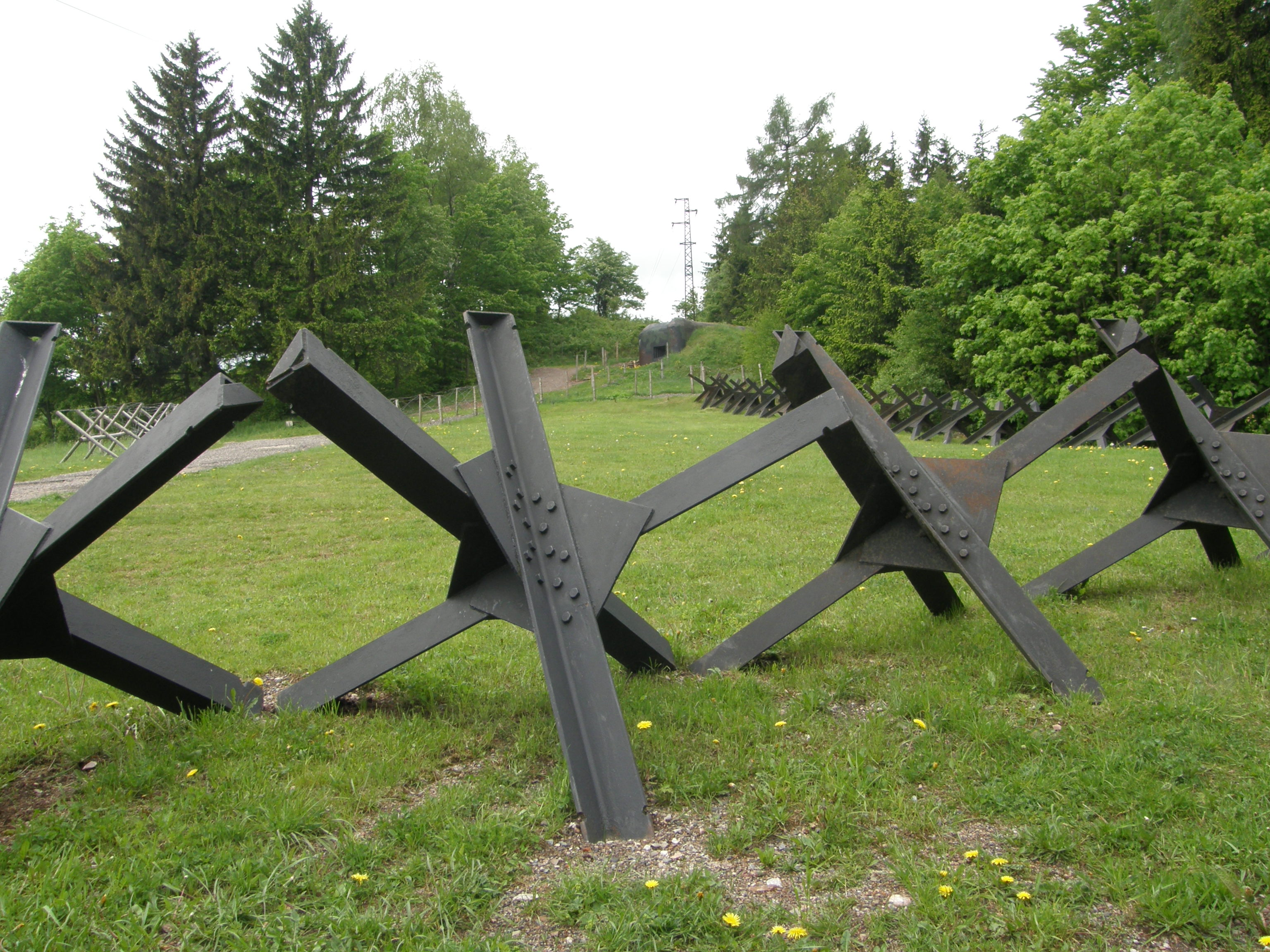
Několik rozsocháčů

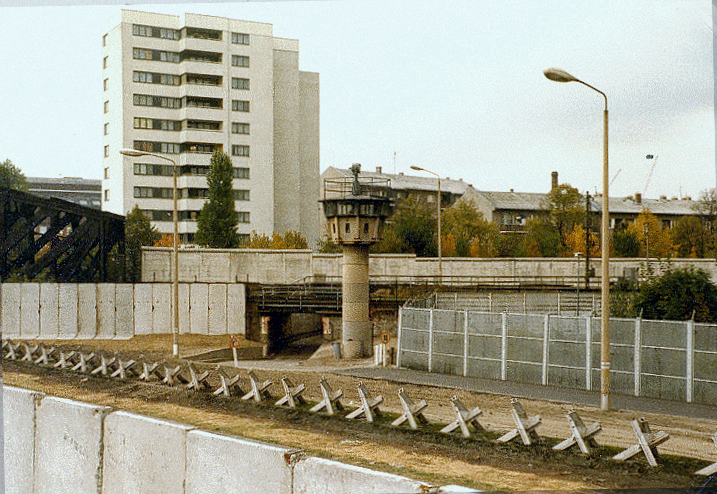
Berlínská zeď s řadou betonových rozsocháčů, Liesenstraße/Gartenstraße (1980)

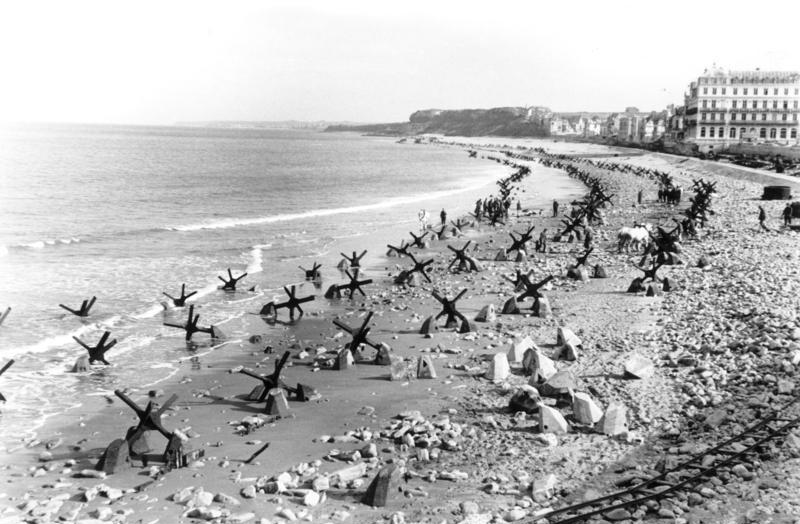
Rozsocháče na pláži v Pas-de-Calais v dubnu 1944

Rozsocháč je statická ocelová protitanková překážka používaná na konci 30. let 20. století v československém opevnění, později i jinde. Pod názvem český ježek byl během druhé světové války používán armádami většiny států obou bojujících stran a je užíván dodnes. Autorem československého vynálezu se před druhou světovou válkou stal major František Kašík.

## Historie
Rozsocháč je velmi efektivní protitanková překážka. Svou funkci si zachovává i při „převrácení“ velmi blízkou explozí. Odolával i dlouhodobému působení pěchotních zbraní. Ve spojení s ostnatým drátem poskytoval i obranu před útočící pěchotou, té však po přiblížení poskytl částečné krytí před palbou obránců. Vznikl zdokonalením a vývojem na základě drátěné překážky nazývané španělský jezdec, používané už od středověku.
Rozsocháče byly ve velkém rozsahu použity v ČSR při budování československého opevnění v oblasti Sudet. Průmyslově vyráběný typ byl armádou vybrán na základě mnoha zkoušek. Po Mnichovské dohodě a obsazení zbytku Československa všechny existující zabral německý Wehrmacht. Ukořistěné rozsocháče byly použity pro německé opevnění a ve velkém počtu byly vyráběny nové. Němci je použili i k zabezpečení Atlantického valu, například na pláži Omaha. 
Velké využití našly rozsocháče během druhé světové války i v Sovětském svazu. Zde byly vyráběny z veškerého dostupného masivního kovového materiálu, například z kolejnic, někdy dokonce i ze dřeva. Při bojích v ulicích měst bylo jejich použití efektivní, jediný rozsocháč mohl blokovat celou ulici. Později byl tento druh protitankové překážky použit i na hranicích Německé demokratické republiky a v mezipásmu Berlínské zdi. Existovala i provedení železobetonová.

## Technické údaje typů vyráběných v ČSR
Jde o tři rovnoramenné úhelníky s rozměry 140×140×13 milimetrů a délkou 1800 mm spojených do trojramenného kříže tvořícího osy osmistěnu. Úhelníky byly spojeny pomocí styčníkových plechů šrouby a nýty. Existovaly i verze svařované. První dva úhelníky byly spojeny do kříže a třetí napříč byl na silný styčníkový plech přišroubován metrickými šrouby M 20. Důvodem byla snazší doprava takto rozložené překážky. Na koncích všech ramen byly navařeny silnostěnné patky proti zaboření do půdy a také zářez, který sloužil pro uchycení ostnatého drátu. Pokud byl podkladem beton, prvky k němu mohly být ukotveny přes otvory s průměrem 40 mm v patkách. Hmotnost celé konstrukce byla 198 kg. Ramena pozdější varianty rozsocháče byla delší o 300 milimetrů, hmotnost této verze se zvýšila na 240 kg.